# Magangué
Magangué es un municipio colombiano localizado a orillas del río Magdalena, en el departamento de Bolívar. Este municipio bolivarense es conocido como "La Ciudad de los Ríos", ya que en este lugar del país desembocan los ríos Cauca y San Jorge en el Magdalena. Fue fundado en 1610 por Diego de Carvajal, y refundada un 28 de octubre de 1776 por Antonio de la Torre y Miranda.
La ciudad es la segunda más poblada en el departamento de Bolívar después de Cartagena y está localizada en la zona con mayor número de ciénagas del país. En cuanto a infraestructuras de transporte, su puerto comunica los departamentos de Sucre y Córdoba con el río Magdalena. En 2016 se iniciaron las obras de construcción del puente Roncador, el cual ya se encuentra construido y en total operación; es denominado por su longitud (2,3 km), como el más largo de Colombia y une a Magangué con la depresión momposina, y a esta con el centro del territorio nacional.

## Toponimia
El nombre de Magangué proviene de la voz indígena "Magangüey", nombre de un cacique considerado como un líder de los pueblos originarios.

## División Política-Administrativa

### Comunas
La cabecera municipal se encuentra dividido en 5 comunas (en la que se encuentra ciertos barrios)
- Comuna 1: conformado por los barrios Baracoa, Belisario, Candelaria, Centro, Córdoba, Girardot, Marquetalia, Simón Bolívar, Sur. Además, de Yatí.
- Comuna 2: conformado por los barrios El Carmen, Dos de Noviembre, Primero de Mayo, Costa Azul, Buenos Aires, Nueva Venecia, Sí Se Puede, La Unión, Versalles, Alfonso López, El Recreo, Maracaná y Isla de Cuba.
- Comuna 3: conformado por los barrios Montecatini, Montecarlo, Florida I, Florida II, Florida III, San Martín, San José, Pueblo Nuevo, Olaya Herrera, Libertadores, Costa Nueva, Samarkanda y José Antonio Galán.
- Comuna 4: conformado por los barrios La Paz, Boston, Pastrana, Santa Rita, Miraflores, Nueva Esperanza, Los Comuneros, San Pedro Claver y Minuto de Dios.
- Comuna 5: conformado por los barrios Cristo Prado, El Prado, San Mateo ICT, San Mateo BCH, Las Delicias, El Milagro, Primero de Agosto, Macondo, la Cruz. Además, de Camilo Torres.

### Corregimientos
Magangué tiene bajo su jurisdicción varios centros poblados, que en conjunto con otras veredas, constituye los siguientes corregimientos:
| Corregimiento      | Centros Poblados                                                                                                | Veredas                         |
| 1 Santa Fe         | - Isla Grande - Las Brisas - Puerto Kennedy - Santa Lucía - Santa Fe - Tacaloa                                  |                                 |
| 2 Cascajal         | - Betania - Cascajal - Ceibal - La Pascuala - San Rafael de Cortina                                             |                                 |
| 3 Juan Arias       | - El Cuatro - Emaús - Florencia - Henequén - Juan Arias                                                         | Sabaneta.                       |
| 4 Barranco de Yuca | - Barranco de Yuca - La Ventura - Piñalito - San Antoñito - Tacasaluma - Tres Puntas                            |                                 |
| 5 El Retiro        | - Boca de San Antonio - Guazo - El Retiro - Madrid - Pansegüita - Puerto Nariño                                 | La Ladera.                      |
| 6 Barbosa          | - Barbosa - Palmarito - San José de las Martas - San Sebastián de Buenavista - Santa Coita - Sitio Nuevo - Tolú |                                 |
| 7 Coyongal         | - Coyongal - Playa de las Flores - Punta de Cartagena - Roma - Santa Mónica - Santa Pabla                       | Boca de Guamal, Isla de Perico. |

## Historia
Desde el siglo VII a. C. se empieza a producir la fusión cultural de los zenúes del bajo Cauca y río San Jorge con los chimilas y malibúes.
En 1776, Antonio de la Torre y Miranda funda las siguientes poblaciones en la jurisdicción del municipio de Magangué: Cascajal (24 de octubre de 1776); Tacaloa (25 de octubre de 1776); Nuestra Señora de la Candelaria de Magangué (28 de octubre de 1776); San Sebastián de Madrid (29 de octubre de 1776); El Retiro (30 de noviembre de 1776) y por último, Tacasaluma (Fundada el 1 de noviembre de 1776).
Iniciado el siglo XIX, se presentó una avulsión que cambió el curso del río Magdalena, que pasaba por Santa Cruz de Mompox, dando formación al Brazo de Loba, lo que convirtió a Magangué en puerto fluvial y comercial, especialmente a partir del desarrollo de la navegación a vapor. Así Santa Cruz de Mompox dejó de ser el principal puerto del bajo Magdalena, en beneficio de Magangué.Entre los comerciantes que viajaban a la ciudad para llevar y traer mercancías, se destaca Aquileo Parra, quien más tarde fue presidente de los Estados Unidos de Colombia.
En 1815, durante la guerra de Independencia de Colombia, los realistas tomaron la ciudad, sin embargo, cinco años después el prócer José María Córdova la capturó haciéndola sede de su Estado Mayor.
En 1858 se estableció en Magangué la Feria ganadera de la Candelaria, celebrada del 2 al 4 de febrero. Luego pasó a denominarse Feria Exposición Agropecuaria y Fiestas de la Candelaria, cuyo prestigio atrajo a inmigrantes extranjeros que iniciaron las colonias árabes e italianas. La última edición de la feria se realizó en 1939.
En la guerra de los Mil Días durante la campaña del Caribe, las tropas del Gobierno nacional superaron a los liberales en el control fluvial del Magdalena. La pieza mayor de los conservadores era un vapor acorazado, el Hércules, que además de su blindaje contaba con cañones y ametralladoras. Las tropas del general Rafael Uribe Uribe ingresaron a Magangué en septiembre de 1900, ganando posiciones estratégicas y recibiendo refuerzos del general Benjamín Herrera, que no impidió la derrota de los revolucionarios, por lo que Uribe Uribe se replegó hacia Corozal.
De 1908 a 1910, formó parte del efímero departamento de Mompós, creado durante la presidencia Rafael Reyes. Posteriormente, Magangué volvió a ser parte del departamento de Bolívar.
Debido al decaimiento de la navegación a vapor, desde la década de 1950, Magangué ha visto disminuir su prosperidad económica.
En 1961 se produjo el incendio del vapor David Arango, cuando navegaba por el río Magdalena y se encontraba frente a Magangué. Aunque no se registró ninguna víctima mortal, la navegación turística en el río no volvió a prosperar.
Durante el conflicto armado interno de Colombia llegó la guerrilla, luego los paramilitares, y la población fue atacada por ambos grupos.
En 2003, Jorge Luis Alfonso López, hijo de Enilce López —conocida como "La Gata"—, fue elegido alcalde de Magangué. Tres años después, Héctor Julio Alfonso López, también hijo de La Gata, logró la más alta votación a la Cámara de Representantes de Colombia. Pese al creciente poder económico-político de "Los Gatos", como se conoce a la familia Alfonso López, el clan se ha visto envuelto en graves delitos, como el asesinato del periodista Rafael Prins, homicidio ocurrido en 2005 y por el cual Jorge Luis está detenido. Enilce López fue posteriormente condenada a cárcel por homicidio y concierto para delinquir. Su esposo Héctor Julio Alfonso Pastrana fundó Convivir (cooperativas de vigilancia), y ella misma era una aliada de las Autodefensas Unidas de Colombia.
Por otra parte, junto a otras ciudades del departamento, Magangué fue sede de los Juegos Deportivos Nacionales de Colombia de 2019.

## Geografía
Fisiografía
Magangué se encuentra ubicada en todo el centro del departamento, entre la depresión momposina y la Mojana Bolivarense. Al norte se encuentran las tierras relativamente altas, llegando hasta los 90 m s. n. m. (metros sobre el nivel del mar), mientras que al sur se encuentran las tierras bajas e inundables, complejos cenagosos, y la desembocadura del río Cauca en el río Magdalena.
Hidrografía
Magangué está localizado en la zona con el mayor número de ciénagas del país: 320 000 hectáreas de las 478 419 del inventario nacional correspondiente a las cuencas del Río Magdalena, que incluye el bajo San Jorge y el bajo Cauca. El territorio que hoy ocupa Magangué está a orillas del antiguo brazo de Loba cuando el río Cauca vertía sus aguas en la Boca de Tacaloa. Hoy lo hace en la Boca de Guamal, por ese motivo se deduce que los primeros habitantes de Magangué fueron de origen zenú.
Ubicación
Sus 1568 km² de extensión, convierten a Magangue en una parte la frontera natural de la depresión momposina y la Sabanas de Sucre.
| Noroeste: Departamento de Sucre | Norte: Córdoba | Nordeste: Departamento del Magdalena Talaigua Nuevo |
| Oeste: Departamento de Sucre    |                | Este: Cicuco Santa Cruz de Mompox                   |
| Suroeste: Departamento de Sucre | Sur: Achí      | Sureste: Pinillos                                   |

El área rural de Magangué está conformada por corregimientos asentados a orillas de los ríos Magdalena, San Jorge y Cauca, así como en las riberas de las ciénagas, ocupando un área aproximada de 1973 hectáreas. Su distribución geográfica es la siguiente:
- A orillas del río Magdalena, al oriente, en sentido sur-norte: Santa Coita, Tolú, San José de las Martas, San Sebastián de Buenavista, Sitionuevo, Barbosa, Palmarito, Panseguita, Guazo, El Retiro, Madrid, Isla Grande, Santa Fe, Santa Lucía, Puerto Kennedy, Tacaloa, Las Brisas, Roma.
- Sobre el río San Jorge se encuentra Bocas de San Antonio.
- A orillas del río Cauca: Santa Mónica, Coyongal, Playa de las Flores, Santa Pabla y Punta de Cartagena. 
- En los bordes de las ciénagas: San Rafael de Cortinas, Cascajal, Ceibal, Betania, La Pascuala, Piñalito, Tacasaluma.
- En las sabanas: Juan Arias, El Cuatro, Emaus, La Ventura, Tres Puntas, Barranco de Yuca, San Antoñito, Henequen.
Clima
El clima, en general es muy caluroso debido a las altas humedades y por estar a la orilla del río. La temperatura promedio ronda entre 28 °C y 29 °C, aunque en temporada seca se puede alcanzar entre 37 °C de promedio y 48 °C en horas de la tarde.

## Economía
Magangué es una de las 15 economías más importantes de la región Caribe, y la 2.ª Departamental, la cual está representada por la Actividad Agrícola en un 37 %, la Actividad Comercial en un 35 %, la Industria en un 22 %; las dos últimas han mostrado excelentes índices de crecimiento, logrando un aumento superior al 50 % respecto a 2009.
La producción de arroz, yuca, carne y pescado, son las grandes protagonistas de la actividad agrícola magangueleña, el cual juntas representan más del 80 % de esta; por su parte la hotelería, el puerto y almacenes comerciales representan juntas casi el 95 % del comercio de la ciudad; en cambio, la producción de arroz, bebidas y carnes, representan el 75 % de la industria total.

## Transporte
El acceso a la ciudad se puede hacer por medios terrestres, fluviales y aéreos.
Transporte terrestre
Magangué posee dos vías de acceso:
- La primera, por la vía Puerta de Hierro, hasta la Cabecera municipal de Magangué. Esta vía comunica al municipio de Magangué con las ciudades de Cartagena, Barranquilla, Sincelejo, Montería, Medellín y Bogotá.

- La segunda, es la interconexión vial Yatí - El Burro, en la cual podemos encontrar uno de los puentes más largos de Colombia. Esta vía comunica a Magangué con Mompox, El Banco, Valledupar, entre otros municipios.

Magangué posee la Terminal Multimodal de Transportes Diego de Carvajal T. que solamente ha entrado en operación fluvial, pero cuenta con un sitio en donde hay destinos principalmente a Cartagena, Barranquilla, Sincelejo, Bogotá y Medellín; además por la zona quedan hoteles, restaurantes, supermercados y almacenes. Sin embargo, Magangué requiere de una terminal terrestre reglamentaria, ya que la terminal fluvial de pasajeros es insuficiente y anti-técnica para este servicio.
Transporte fluvial
La principal vía fluvial de acceso a la ciudad es el río Magdalena.
Magangué posee la Terminal Multimodal de Transportes Diego de Carvajal T. conectada con el Antiguo Puerto Fluvial de Magangué a donde llegan diferentes embarcaciones principalmente de Santa Cruz de Mompox, El Banco, Santa Ana y Barrancabermeja. Esta movió para el 2012 cerca de 600 000 personas, convirtiéndose así en la Terminal Fluvial con mayor movimiento del país, y una de las de mayor movimiento en América.
En 2015 se inauguraron tres nuevos muelles y un nuevo Puerto Fluvial.
Transporte aéreo
Las dos únicas entradas a la ciudad por medio aéreo es el aeropuerto Las Brujas de Corozal, Sucre, y el aeropuerto San Bernardo de Mompox ubicado en la villa de Mompox. Anteriormente se utilizaba el aeropuerto Baracoa de Magangué este tuvo bajas en el tráfico aéreo y tuvo cese de operaciones comerciales; En este solamente pueden aterrizar aviones tipo DC-4.
Transporte ferroviario
La ciudad no posee entradas por medio férreo, pero en décadas pasadas se propuso el proyecto del Tren de Cercanías Sucre - Bolívar, Magangué tendrá una conexión desde el centro poblado El Retiro, hasta el Golfo de Morrosquillo. La vía tendrá un trayecto de 120 kilómetros.

## Educación

### Instituciones educativas
En la actualidad, las tres mejores instituciones educativas de la ciudad son:
Gimnasio Moderno Montecatini - GIMOMO (sector privado)Es una institución educativa fundada en 1990 por Jovita Manotas Marriaga. Esta institución se encuentra situada en el barrio Montecatini. En sus comienzos sólo se dictaban clases de preescolar y posteriormente pasaron a básica primaria y luego secundaria.
Instituto Técnico Cultural Diocesano- ITCD (sector privado)Esta institución educativa comienza labores en el año 1974, como solución a la falta de centros educativos de carácter religioso y a la falta de colegios en el municipio de Magangué y el Sur de Bolívar. Actualmente es una de las instituciones con más altos valores espirituales, religiosos y académicos de la región, brindando educación preescolar, primaria y secundaria.
Institución Educativa San Mateo - IESAM (sector oficial)Se inicia con la ordenanza número 020 del 2002 y el decreto número 143 del 2003, cuando se organizaron los establecimientos educativos del Municipio de Magangué. Propende la articulación de la Educación Media con la Educación Superior, capacitando para el sector productivo y formando estudiantes para la educación profesional.

### Universidades
Universidad de Cartagena UniCartagena - CREAD MAGANGUÉ
Programas que ofrece:
- Administración de Servicios de Salud
- Administración Pública
- Ingeniería de Sistemas
- Administración de Empresas
- Administración Financiera

Escuela Superior de Administración Pública - ESAP
- Administración Pública Territorial

Corporación Universitaria del Caribe - CECAR
- Licenciaturas en diferentes modalidades

## Cultura
En Magangué se llevan a cabo actividades tradicionales como la Feria de la Ganadería y el Festival Equino, las fiestas patronales del dos de febrero y las fiestas del 11 de noviembre. Desde 2008 se viene celebrando con mucho éxito la Semana de la Magangueleñidad, evento que ha rescatado los valores, símbolos, tradiciones y costumbres que forman parte de la cultura magangueleña, que se habían perdido por descuido de las autoridades. Con ello la sociedad civil ha tomado la vanguardia en el fortalecimiento y rescate de la cultura municipal y regional.

## Sitios de interés
Aunque este no sea el fuerte del municipio, es conocida a nivel nacional por su industria pesquera y es visitada en gran parte por su gastronomía. Aunque también se destacan las actividades culturales tales como las "Fiestas de la Virgen de la Candelaria" y la "Semana de la Magangueleñidad", y sitios de interés turístico tales como "La Catedral de Nuestra Señora de La Candelaria", "La Albarrada", "Punta de Piedra" y, recientemente, se ha sumado el mirador al río de los muelles de la Terminal Multimodal de Pasajeros de Magangué.

## Escenarios deportivos
Magangué tiene los siguientes escenarios deportivos, los cuales son administrados por IDERBOL (Entidad departamental) y la Secretaría de Educación, Cultura y Deporte (Entidad municipal):
- Estadio Diego de Carvajal, estadio de Fútbol Profesional con capacidad que puede albergar 4500 espectadores.
- Coliseo Farid Arana Delgadillo.
- Cancha de Softbol Pedro Luis Bacci Vecchio.

## Símbolos
Escudo

Escudo de Magangué.

El escudo de armas de Magangué es el emblema heráldico que representa a la ciudad. Fue concedido por el gobernador de la provincia de Cartagena de Indias, Pedro Gual, el 26 de febrero de 1821.
El escudo es de forma suiza y está dividido en tres campos, dos superiores y una inferior, coronado por una cruz en nombre de la diócesis de Magangué, como símbolo de la luz que ilumina al mundo, con fulgores de civilización y progreso. En tanto los soportes que compañan el escudo por su parte inferior son varias armas utilizadas en la época cuando fue concedido, en reconocimiento por las acciones de Magangué en la independencia de Colombia.
El escudo de armas de Magangué es de forma ojival invertida, dividido en tres cuarteles sobre campos de gules. Tiene la Santa Cruz en la parte superior con fulgones, que surgen de los vértices. El cuartel diestro presenta una llave de oro. El cuartel siniestro muestra una colmena. En el cuartel inferior está la región del antiguo Partido del Cauca, al cual perteneció Magangué en el pasado. Como acompañamiento y soporte del escudo, se ubican en la parte inferior varias armas y lanzas.
Himno
El himno de Magangué (¡Oh Magangué, Ciudad Cosmopolita!) es la composición musical que simboliza a la ciudad. La letra de la obra se debe a Antonio Botero Palacio; la música fue compuesta "Chico Cervantes", oriundo de la localidad.

## Estructura organizacional municipal
| Magangué     | Magangué    | Magangué                   |
| Departamento | Código DANE | Categoría municipal (2023) |
| ------------ | ----------- | -------------------------- |
| Bolívar      | 13430       | Quinta                     |

- Personería: es un centro del Ministerio Público de Colombia que ejerce, vigila y hace control sobre la gestión de las alcaldías y entes descentralizados; velan por la promoción y protección de los derechos humanos; vigilan el debido proceso, la conservación del medio ambiente, el patrimonio público y la prestación eficiente de los servicios públicos, garantizando a la ciudadanía la defensa de sus derechos e intereses.

El actual Personero municipal es Vacante.
- Concejo Municipal: es la suprema autoridad política del municipio. En materia administrativa sus atribuciones son de carácter normativo. También le corresponde vigilar y hacer control político a la administración municipal. Se regulan por los reglamentos internos de la corporación en el marco de la Constitución Política Colombiana (artículo 313) y las leyes, en especial la Ley 136 de 1994 y la Ley 1551 de 2012.

Constituido por 17 concejales por un periodo de 4 años.
- Alcaldía Municipal: en esta se encuentra la administración municipal y las entidades descentralizadas del municipio.

El alcalde se pronuncia mediante decretos y se desempeña como representante legal, judicial y extrajudicial del municipio. El actual alcalde municipal es Pedro Alí Alí (2024-2027), elegido por voto popular.
- 'JAL'.

## Servicios públicos
- Energía Eléctrica: Afinia, del grupo EPM, es la empresa prestadora del servicio de energía eléctrica.
- Gas Natural: Surtigas es la empresa distribuidora y comercializadora de gas natural en el municipio.